# Ateliacris annulicornis
Ateliacris annulicornis är en insektsart som först beskrevs av Bruner, L. 1908.  Ateliacris annulicornis ingår i släktet Ateliacris och familjen gräshoppor.

## Underarter
Arten delas in i följande underarter:
- A. a. pulchra
- A. a. annulicornis